# Katatsumuri
"Katatsumuri (かたつむり)" é uma canção da cantora japonesa Manami Oku, Este é o primeiro solo da cantora ex-membro do AKB48  Manami Oku, creditado como Manami Ogu. Ela foi usado como tema de encerramento do anime "Ojarumaru".

## Histórico de lançamento
| País  | Data               | Formato          | Gravadora    |
| ----- | ------------------ | ---------------- | ------------ |
| Japão | 12 de maio de 2010 | Download digital | King Records |